# 겔구그
겔구그(일본어: ゲルググ, 영어: GELGOOG)는 아니메 건담 시리즈의 우주세기를 세계관으로 하는 작품에 등장하는 가공의 병기로 지온공국의 모빌 슈트이다. (형식번호: MS-14)

## 기체 해설
지온공국의 모빌슈트로서는 최초로 빔 라이플을 장비한 기체로 차기 주력 MS 자리를 놓고 걍과 경합, 성능 면에서 이를 압도하고 주력기로서 채용되었다. 각종 빔 병기 및 실드 장비 등 연방측의 병기 건담의 영향을 강하게 받은 것으로 보인다.
스펙 상의 기체 성능은 건담을 약간 상회하며, 이 기체의 양산이 몇 개월만 빨랐어도 일년전쟁의 결말이 변했을지 모른다고 이야기된다. 그러나 실전 배치된 것은 종전 직전으로 숙련 파일럿의 부족으로 거의가 학도병 등 신병에게 밖에 배치될 수 없는 상황이었기 때문에 그 진가를 발휘하지 못하고 종전을 맞이했다(이에 관해서 실전 배치를 급하게 하면서 발생한 사소한 문제 및 전쟁의 장기화로 인한 지온의 공업력 저하로 생산기의 능력이 스펙에 도달하지 못했다는 등의 이유도 생각해 볼 수 있다). 샤아 아즈나블 대령에게 주어진 초기 생산형 지휘관 타입 캐스발 컬러(YMS-14S/CA) 1기가 건담과 대전을 펼쳤지만 전투 중심이 실제로는 건담 대 엘메스였다는 점, 건담 파일럿의 급속한 뉴타입 능력의 성장 및 그에 따른 마그넷 코팅 처리로 괴물적인 강력함을 획득하게 되었다는 점 등 때문에 충분히 활약하지 못했다.

## 개발 경위
일년전쟁 말기, 빔 병기 휴대를 표준화한 지구연방군 MS의 등장을 본 지온 공국군은 자쿠 Ⅱ F형를 대신할 차기 주력 모빌슈트의 개발에 착수했다. 이미 우주전용으로는 치마트사가 개발한 릭 돔의 채용이 결정된 상황이었으며, 경합에 패한 지오닉사의 고기동형 자쿠Ⅱ(MS-06R-2)를 베이스로 개발이 이루어졌다. 지오닉사는 이 차기 주력 모빌슈트의 개발에 지구연방군의 모빌슈트를 의식한 컨셉을 기반으로 착수했다. 다시 말해 에너지-CAP을 탑재한 빔 라이플과 근접용 병기로서 빔 샤벨을 채용한 것이다.
이 차기 주력 모빌슈트(=겔구그)의 개발 계획은 당초 MS-11로서 이루어졌다. 고기동형 자쿠Ⅱ(MS-06R-2) 바로 전에 고기동형 자쿠Ⅱ 빔 병기 탑재형(MS-06R-2P)이 시험 제작되었지만, 이 기체는 빔 라이플의 소형화와 고출력화 문제를 극복하지 못했다. 또한 속칭 선행시작형 겔구그라 불리는 MS-06R-3는 고기동형 자쿠Ⅱ(MS-06R-2) 중 1기를 개수한 기체로 제너레이터 출력을 향상시켜 빔 라이플 개발을 계속하고 있었다(이 기체는 빔 샤벨 대신 히트 샤벨을 채용했다). 빔 라이플 개발에는 MIP사가 참여하고 있었지만, 실용화는 기체 완성으로부터 3개월 정도(2개월에 가깝다고 하는 자료도 존재)가 늦은 시점에서 이루어졌다. 개발 과정에서 MS-11이라는 형식번호는 액트 자쿠에 넘어갔으며, 겔구그는 MS-14로 변경되었다.
빔 라이플을 장비한 겔구그의 성능은 높게 평가되어 치마트사가 경합기로 내놓은 걍에 압도적인 차이로 이기고 차기 주력 모빌슈트로서 제식 채용되었다(이미 제식 채용은 결정된 상황이었으며, 이 경합은 형식적인 것에 지나지 않았다고 전해진다).
양산화가 결정된 겔구그는 10월에 우선 초기 생산형(YMS-14) 25기가 생산되었다. 이 중 1기가 붉은색으로 도장되어 샤아 아즈나블 대령에게 전달되었다(이 기체는 MS-14S라 불리는 경우가 많다). 나머지 24기는 증속용 부스터 및 빔 캐논 팩 등 옵션 장비와 함께 에이스 파일럿 부대인 키마이라대에 배치되어 실전 테스트를 행했다. 이 옵션 장비를 장비한 기체들은 각각 고기동형 겔구그, 겔구그 캐논이라 불린다.
양산형(MS-14A)의 본생산은 그라나다, 지온 공국 본토, 아 바오아 쿠 등 각 공창에서 이루어졌으며 도합 738기가 생산되었다. 양산형 겔구그(MS-14A)는 초기 생산형(YMS-14)과 외관 상 큰 차이가 존재하지 않으며, 녹색 도장이 제식으로 채용되었다. 그러나 빔 라이플의 본격적인 생산이 11월부터 이루어졌기 때문에 배치가 늦어졌다. 실제 배치는 일년전쟁 말기로 손실한 베테랑 파일럿 대신 학도병들이 탑승, 훈련 부족으로 인해 기체의 성능을 충분히 발휘하지 못한 채 격파된 경우가 많았다. 덧붙여서, 초기 생산형처럼 증속용 부스터, 빔 캐논 팩 등 옵션 장비가 가능했으며, 빔 캐논 팩은 122기 분의 부품이 생산되었다.

## 기체 해설
겔구그의 두부(頭部)는 선행시작형 겔구그(MS-06R-3)과 거의 같은 구조이다. 자쿠Ⅱ처럼 노출형 동력 파이프는 격전투전시 파괴되는 경우가 많았기 때문에 겔구그에서는 내장형으로 변경되었다. 후두부에는 냉각 핀이 설치되어 있다. 또한, 샤아 대령의 탑승기처럼 지휘관기에는 장식을 겸한 통신 안테나가 장비되어 있었다.
빔 병기 탑재로 인해 겔구그의 제너레이터는 대형화되었다. 이 제너레이터의 베이스가 된 것은 수륙양용형 모빌슈트의 제너레이터로 당연히 냉각수를 이용할 수 없기 때문에 새롭게 냉각 장치가 개발되었다. 이 기체는 육전에서의 운용까지 전제로 하고 있기 때문에 대기권 내에서는 공랭 방식을 병용할 수 있었다. 이 때문에 에어 인테이크(air intake) 및 아우트렛(outlet)이 흉부 전체에 걸쳐 설치되었다.
하완부(下腕部)에는 대기권 내에서의 기동성 향상을 위해 제트 엔진 보조 추진 시스템이 내장되어 있다. 단, 우주전투시에는 데드 웨이트가 되기 때문에 다른 유니트로 환장이 가능했다.
스러스터는 요부(腰部) 스커트 내, 각부(脚部) 플레어에 설치되어 있다. 열핵 제트 엔진은 대기권 내에서는 제트 엔진으로서 기능하며, 요부 전면 걸쳐 설치된 에어 인테이크로 공기를 흡기한다. 이 스러스터들의 개발에는 치마트사의 기술이 투입되었다.
기체 배부(背部)에 메인 추진 장치를 설치 않은 디자인(변형기 제외)은 우주세기 MS 전체를 통틀어 봐도 일부 특수용도기를 제외하면 매우 보기 드문 것이다.
MS의 역사를 부흥시킨 장본인인 지온군의 차기 정식 채용기로서 또한 대전 결전기로서 디자인된 이 겔구그에 이러한(어떤 의미에서는) 전위적(前衛的) 개념을 채용한 점은 매우 흥미롭다.

## 무장
지온 공국군의 양산형 모빌슈트로서는 최초로 빔 라이플을 실용화에 성공했다. 이 개발은 MIP사의 협력에 의해 달성되었다. 또한, 기체 본체보다 개발 및 배치가 늦었기 때문에 전선에서는 다른 병기를 사용하기도 했다.
근접전용 병기로서 빔 나기나타를 장비하고 있다. 이는 통상 빔 사벨과는 달리 트윈 이미터 방식을 채용하고 있으며, 발진기 본체의 양단에서 휘어진 빔 도신을 형성한다. 단, 양단에서 빔을 발진시킨 상황에서의 취급은 에이스 파일럿에게도 어려워(휘둘려지는 날에 자신의 기체가 절단될 지도 모르기 때문에), 대부분의 파일럿이 한 쪽 날만으로 빔을 발진시켜 사용했다.
방어 병기로서는 대형 실드를 장비하고 있으며, 내 빔 코팅에 의해 어느 정도 빔 병기를 방어할 수 있다. 실드는 배부에 설치된 마운트 랫치에 고정이 가능하다.
일설에 따르면 군사 기밀 등에 대해서는 관심이 없었던 아무로 레이가 전투 중에 빔 라이플 및 빔 사벨을 방기했고, 지온군이 회수한 이 병기들을 바탕으로 겔구그의 장비를 개발했다고 한다.

## 극중에서의 활약
아니메 《기동전사 건담》에서는 솔로몬 공략전 후 제37화에서 샤아가 조종하는 신형 모빌슈트로서 최초 등장했다. 당시 기체는 샤아 전용기라는 의미를 가지고 있었기 때문에 붉은 색을 기조로 도장되어 있었다. 그 다음 화에서는 텍사스 콜로니에서 건담과 격렬한 싸움을 연출하지만 손상으로 후퇴하고 만다.
그 후 엘메스와 동시에 수회 출격했으며, 제41화에서 샤아의 겔구그는 오른 팔을 건담의 빔 사벨 공격에 잃고 엘메스마저 잃은 채 후퇴하고 만다(덧붙여, 이 당시 장면은 리메이크되어 《기동전사 건담 역습의 샤아》에서 회상 장면으로서 재등장한다).
또한 일년전쟁 최종 결전인 아 바오아 쿠 공략전이 시작되는 제42화에서는 녹색을 기조로 도장된 양산기가 등장해 겔구그는 샤아만이 탑승하는 기체가 아닌 복수 양산된 기체라는 인상이 부여되었다. 또한 다음 화인 제43화가 최종회였기 때문에 전선 투입이 늦은 신형 병기라는 인상도 주었다.
아니메 《기동전사 Z 건담》에서는 제26화「지온의 망령」에서 손상을 입고 방기되어 있던 구 지온 공국군 전함「그와덴」안에 역시 같이 방기되어 있던 모빌슈트로서 자이언트 바주카를 장비한 녹색의 겔구그가 등장한다. 이 기체에 카츠 고바야시가 탑승해 야잔 게블의 가프랑에게 쫓기고 있던 카미유 비단의 Z 건담을 구출했다. 당시 기체는 회수되어 아가마에서 수리(네모의 부품을 이식했다)되어 레코아 론드가 쥬피트리스에 침입할 당시 사용되기도 하고 메가 바주카 런처의 추가 에너지 제너레이터 용도로서 이용되기도 하는 등 여러 차례 등장한다.
아니메 《기동전사 ZZ 건담》에서는 아프리카 민족해방전선 소속 게릴라인 청색 부대에서 대장 데도 카루토하 및 에로 메로에 일행이 겔구그(극중 대사로 봐서는 오리지널이 아닌 레플리카인 듯하다)를 탑승하고 등장한다. 청색 부대 소속의 다른 기체와 함께 부대색인 청색으로 도장되어 있었다. 또한 구 지온 공국 병사의 연인이었던 마사이 옹가바가 연인이 남긴 겔구그로 주도 아시타에게 도전했다가 격파되었다. 기체는 왠지 몰라도 샤아 전용기로서 같은 붉은색을 기조로 도장되어 있었다.
모델 그래픽스 별책《건담 웍스 프로젝트 제타》에 게재된 픽션 스토리에서는 에우고의 여명기를 배경으로「블렉스 포러 탈취 작전」이 묘사되어 있다. 샤아, 아폴리, 로베르토, 브라운 4인이 겔구그에 탑승해 부하들의 릭 돔 8기와 함께 스티브 오사라한 중위가 이끄는 지구 연방군 릭 돔 부대「블루 라이트닝」과 교전을 벌였다.
아니메 《기동전사 건담 F91》에서는 로이 전쟁 박물관에 양산기가 전시되어 있었다. OVA 《기동전사 건담 0083 스타더스트 메모리》에서는 1화 첫머리 아 바오아 쿠 전투에서 아나벨 가토가 탑승. 당시 기체는 그의 전용기라는 의미로 청색과 녹색으로 도장되어 있었다. 당초는 양산기인 A형이었지만(사후, 마스터 그레이드 모델에서의 표기는 A형으로 되어 있다), 근년에는 샤아 아즈나블의 탑승기처럼 YMS-14형으로 설정이 바뀌었다.
만화 《솔로몬의 악몽》(《가라!가라! 우리들의 V건담!!》: 고토부키 츠카사著 수록)에서는 애너벨 가토가 소형화에 성공하기 이전의 시작형 빔 라이플을 솔로몬 방기 당시 벌어진 철수 임무에서 사용하는 내용이 묘사되어 있다. 시작형 빔 라이플은 그 후 발매된 MG 가토전용 겔구그에 부속되었지만, 프라모델에 부속되기에는 너무 거대한 디자인이었기 때문에 아쉽게도 새롭게 가토키 하지메에 의해 리파인된 통상형 라이플 사이즈의 디자인으로 변경되었다. 하지만 설명서에서는 만화의 묘사가 그대로 인용되어「너무도 거대해 함 내에 수용이 불가능했기 때문에 함 외에 계류되었다」라는 설정이 모순된 상황을 낳고 말았다.
만화《기동전사 건담 C.D.A 젊은 혜성의 초상》에서는 앞서 벌어진 전투로 유실한 오른팔을 급히 겔구그 마리네의 것으로 개수한 샤아 전용기가 등장. 그 때문에 110mm 속사포가 추가되었으며, 추가로 백팩은 고기동형의 것이 증설되었다. 샤아가 탑승해 아 바오아 쿠로부터 우군의 탈출을 엄호하지만 테스트가 이루어지지 않은 탓에 전투 중 고장을 일으키고 만다. 이 기체는 후에 전면적으로 개수되었다.

## 설정에 관해
과거 MSV 설정에 따르면 RGM-79 짐의 총 생산수는 전기형 42기, 후기형 288기 합쳐 330기에 지나지 않는다. 이로 볼 때 겔구그의 총생산대수가 738기라고 하는 것은 넌센스라 할 수 있다. 하지만 짐의 총생산대수가 파생기 합쳐 3800기 이상이라는 자료도 다수 존재하기에 738기 설을 완전히 무시할 수는 없다. 현재 발매되는 건프라 설명서에도 통칭 "짐 330기 설"이 항상 기재되고 있으며, 여기에 정확한 총생산대수는 불명이라는 문구가 항상 따라 다닌다. 따라서 이처럼 겔구그의 총생산대수도 엄밀하게 따진다면 "불명" 상태라 할 수 있다.

## 변형기
- MS-06R-3 고기동형 자쿠Ⅱ (선행시작형 겔구그)
- YMS-14 (MS-14S) 선행양산형 겔구그 (샤아 아즈나블 전용기)
  - 『기동전사 건담』극중에서 샤아 아즈나블기로 등장한 기체. 도장은 당시까지의 샤아 전용기와 거의 동일.

- MS-14S 선행양산형 겔구그 (로버트 길리엄 전용기)
- MS-14S 선행양산형 겔구그 (람바 랄 전용기)

- - 『기동전사 건담 기렌의 야망』에 등장하는 람바 랄 전용 겔구그, 도장은 파랑.「만약, 람바 랄이 살아있다면」이라는 IF설정 기체.
- MS-14 겔구그 슈투처
- MS-14G 육전형 겔구그 (겔구그 육전 사양)
- MS-14A 겔구그 (양산형)

- MS-14A 겔구그 (양산형) (애너벨 가토 전용기)

- MS-14B 고기동형 겔구그
  - 겔구그를 고기동 사양으로 개수한 기체. 제너레이터 출력을 추력으로 전환했기 때문에 빔 라이플 대신 로켓 발사기를 장비하고 있다.

- MS-14B 고기동형 겔구그 (죠니 라이덴 전용기)
- MS-14B 고기동형 겔구그 (샤아 아즈나블 전용기)
- MS-14B 고기동형 겔구그 (검은 삼연성 전용기)

- - 『기동전사 건담 기렌의 야망』에 등장하는 에이스 파일럿 부대 검은 삼연성 전용 겔구그로 도장은 보라색과 검은색.「만약, 검은 삼연성이 살아있다면」이라는 IF설정 기체.

- MS-14B 고기동형 겔구그 (엘리어트 렘 전용기)
- MS-14B 고기동형 겔구그 (개비 해저드 전용기)
- MS-14B 고기동형 겔구그 (마사야 나카가우 전용기)
- MS-14B 고기동형 겔구그 (신 마츠나가 전용기)

- MS-14B 겔구그 (지온 잔당군 사용)
- MS-14C 겔구그 캐논
  - 겔구그의 배부(背部)에 빔 캐논 백을 장비시킨 기체. 빔 캐논의 위력은 높지만 제너레이터 출력을 추력으로 전환한 탓에 기동력이 약간 저하되었다.
- MS-14C 겔구그 캐논 (토마스 쿠르츠 전용기)
- MS-14C-2 겔구그 중거리 지원형 PC게임「리턴 오브 지온」에 등장. 겔구그 캐논과는 달리 겔구그를 중거리 지원용으로 개조한 기체. 현장에서 쓰는 편의 상의 형식번호로 정식 번호는 없는 모양.
- MS-14F 겔구그 M
  - 해병대 사양 겔구그. MS은 마리네(해병대)의 약칭. 자재가 부족한 은둔 활동으로 빔 병기 다수가 유실되어 90mm 머신건을 사용하고 있었다. 또한 자쿠 실드를 개량해 타격 무기로서도 운용 가능한 너클 실드를 장비한 것 외에 완부(腕部)에 110mm 고속포를 내장하고 있다. 총합 성능은 예거에 비해 매우 낮지만 코스트 퍼포먼스 면에서 우수하다.
- MS-14Fs 겔구그 M (지휘관용: 시마 가라하우 전용기)
  - 《기동전사 건담 0083 스타더스트 메모리》에 등장하는 기체. 일반기와는 달리 귀중한 빔 라이플을 휴대. 두부에는 발칸을 내장하고 있다. 또한 스러스터와 실드 형상에도 차이가 존재한다. 시마 전용기는 카키색 및 보라색으로 도장되어 있다.
- MS-14J 리겔그
- MS-14JG 겔구그 J (예거)
  - 《기동전사 건담 0080 주머니 속의 전쟁》에 등장하는 겔구그로 통합정비계획에 의해 재설계된 겔구그의 성능 향상기. 기동성 확보를 위해 실드는 장비하지 않으며, 장거리고출력 대형 저격용 빔 머신건을 채용하고 있다(그 때문에 겔구그 저격형으로도 불린다). 덧붙여 예거는 독일어로 사냥꾼을 의미한다. 또한 대형 버니어와 전신에 설치된 자세제어용 버니어에 의한 발군의 기동성을 자랑한다.
- OMS-14RF RF겔구그
  - 우주세기 0120년에 올즈 모빌군(Olds Mobile Force)이 구 지온 기체와 비슷한 외관을 지니도록 만든 기체.
- OMS-14SRF 샤를 전용 겔구그
  - 같은 올즈 모빌군이 개발한 기체. 극비 리에 접촉한 크로스 본 뱅가드의 기술까지 사용되어 있다.

- 건담 시리즈에 등장하는 병기 일람표